# Stazione meteorologica di Brescia Ghedi
La stazione meteorologica di Brescia Ghedi è la stazione meteorologica di riferimento per il Servizio Meteorologico dell'Aeronautica Militare e per l'Organizzazione Mondiale della Meteorologia, relativa alla località di Ghedi e all'area attorno alla città di Brescia.

## Caratteristiche
La stazione meteorologica si trova nell'Italia nord-occidentale, in Lombardia, in provincia di Brescia, nel comune di Ghedi a 92 metri s.l.m. e alle coordinate geografiche 45°25′52.71″N 10°15′59.07″E.
Oltre ad essere un punto di riferimento per l'assistenza alla navigazione aerea, la stazione effettua osservazioni orarie sullo stato del cielo (nuvolosità in chiaro) e su temperatura, precipitazioni, umidità relativa, pressione atmosferica con valore normalizzato al livello del mare, direzione e velocità del vento.

## Medie climatiche ufficiali

### Dati climatologici 1971-2000
In base alle medie climatiche del periodo 1971-2000, le più recenti in uso, la temperatura media del mese più freddo, gennaio, è di +1,7 °C, mentre quella del mese più caldo, luglio, è di +23,5 °C; mediamente si contano 75 giorni di gelo all'anno e 29 giorni con temperatura massima uguale o superiore ai +30 °C. I valori estremi di temperatura registrati nel medesimo trentennio sono i -19,4 °C del gennaio 1985 e i +36,2 °C del luglio 1983.
Le precipitazioni medie annue si attestano a 888 mm, mediamente distribuite in 84 giorni di pioggia, con minimo relativo in inverno, picco massimo in autunno e massimo secondario in estate per gli accumuli.
L'umidità relativa media annua fa registrare il valore di 75,1 % con minimi di 69 % a giugno e a luglio e massimo di 85 % a dicembre; mediamente si contano 88 giorni di nebbia all'anno.
Di seguito è riportata la tabella con le medie climatiche e i valori massimi e minimi assoluti registrati nel trantennio 1971-2000 e pubblicati nell'Atlante Climatico d'Italia del Servizio Meteorologico dell'Aeronautica Militare relativo al medesimo trentennio.
| Brescia Ghedi (1971-2000)       | Mesi         | Mesi         | Mesi        | Mesi        | Mesi        | Mesi        | Mesi        | Mesi        | Mesi        | Mesi        | Mesi        | Mesi         | Stagioni | Stagioni | Stagioni | Stagioni | Anno  |
| Brescia Ghedi (1971-2000)       | Gen          | Feb          | Mar         | Apr         | Mag         | Giu         | Lug         | Ago         | Set         | Ott         | Nov         | Dic          | Inv      | Pri      | Est      | Aut      | Anno  |
| ------------------------------- | ------------ | ------------ | ----------- | ----------- | ----------- | ----------- | ----------- | ----------- | ----------- | ----------- | ----------- | ------------ | -------- | -------- | -------- | -------- | ----- |
| T. max. media (°C)              | 5,4          | 8,5          | 13,6        | 17,2        | 22,5        | 26,4        | 29,1        | 28,5        | 24,3        | 18,0        | 10,4        | 5,8          | 6,6      | 17,8     | 28,0     | 17,6     | 17,5  |
| T. min. media (°C)              | −2,0         | −1,0         | 2,8         | 6,6         | 11,6        | 15,4        | 17,9        | 17,5        | 13,6        | 8,6         | 2,8         | −1,0         | −1,3     | 7,0      | 16,9     | 8,3      | 7,7   |
| T. max. assoluta (°C)           | 16,4 (1983)  | 22,0 (1990)  | 27,3 (1997) | 27,4 (2000) | 32,9 (1992) | 34,9 (1994) | 36,2 (1983) | 35,5 (1992) | 32,4 (1997) | 29,0 (1997) | 19,0 (1972) | 17,0 (1989)  | 22,0     | 32,9     | 36,2     | 32,4     | 36,2  |
| T. min. assoluta (°C)           | −19,4 (1985) | −14,0 (1991) | −8,6 (1971) | −2,0 (1973) | 0,2 (1987)  | 7,0 (1994)  | 9,4 (1980)  | 8,1 (1986)  | 3,8 (1972)  | −5,8 (1997) | −8,2 (1988) | −11,0 (1986) | −19,4    | −8,6     | 7,0      | −8,2     | −19,4 |
| Giorni di calura (Tmax ≥ 30 °C) | 0            | 0            | 0           | 0           | 0           | 5           | 13          | 11          | 0           | 0           | 0           | 0            | 0        | 0        | 29       | 0        | 29    |
| Giorni di gelo (Tmin ≤ 0 °C)    | 21           | 18           | 7           | 1           | 0           | 0           | 0           | 0           | 0           | 1           | 8           | 19           | 58       | 8        | 0        | 9        | 75    |
| Precipitazioni (mm)             | 65,5         | 47,9         | 56,0        | 67,3        | 82,6        | 83,4        | 74,0        | 74,2        | 89,2        | 111,9       | 73,8        | 62,4         | 175,8    | 205,9    | 231,6    | 274,9    | 888,2 |
| Giorni di pioggia               | 7            | 5            | 6           | 9           | 10          | 8           | 6           | 6           | 6           | 8           | 7           | 6            | 18       | 25       | 20       | 21       | 84    |
| Giorni di nebbia                | 21           | 12           | 5           | 2           | 1           | 0           | 0           | 0           | 2           | 9           | 17          | 19           | 52       | 8        | 0        | 28       | 88    |
| Umidità relativa media (%)      | 84           | 78           | 71          | 72          | 70          | 69          | 69          | 70          | 72          | 78          | 83          | 85           | 82,3     | 71       | 69,3     | 77,7     | 75,1  |

### Dati climatologici 1961-1990
In base alla media trentennale di riferimento 1961-1990, ancora in uso per l'Organizzazione meteorologica mondiale e definita Climate Normal (CLINO), la temperatura media del mese più freddo, gennaio, si attesta attorno a +0,5 °C; quella del mese più caldo, luglio, è di circa +23,5 °C. Nel medesimo trentennio, la temperatura minima assoluta ha toccato i -19,4 °C nel gennaio 1985 (media delle minime assolute annue di -10,7 °C), mentre la massima assoluta ha fatto registrare i +36,2 °C nel luglio 1983 (media delle massime assolute annue di +33,4 °C).
La nuvolosità media annua si attesta a 4,2 okta giornalieri, con minimi di 3 okta giornalieri a luglio e ad agosto e massimo di 5,5 okta giornalieri a gennaio.
Le precipitazioni medie annue sono di circa 850 mm e presentano un picco primaverile ed autunnale e minimo relativo invernale.
L'umidità relativa media annua fa registrare il valore di 77,6% con minimo di 71% a giugno e massimi di 86% a dicembre e a gennaio.
Il vento presenta una velocità media annua di 3,3 m/s, con minimo di 3,1 m/s a settembre e massimo di 3,7 m/s a marzo; le direzioni prevalenti sono di levante tra febbraio e novembre e di ponente a dicembre e a gennaio.
| Brescia Ghedi (1961-1990)   | Mesi         | Mesi         | Mesi        | Mesi        | Mesi        | Mesi        | Mesi        | Mesi        | Mesi        | Mesi        | Mesi        | Mesi         | Stagioni | Stagioni | Stagioni | Stagioni | Anno  |
| Brescia Ghedi (1961-1990)   | Gen          | Feb          | Mar         | Apr         | Mag         | Giu         | Lug         | Ago         | Set         | Ott         | Nov         | Dic          | Inv      | Pri      | Est      | Aut      | Anno  |
| --------------------------- | ------------ | ------------ | ----------- | ----------- | ----------- | ----------- | ----------- | ----------- | ----------- | ----------- | ----------- | ------------ | -------- | -------- | -------- | -------- | ----- |
| T. max. media (°C)          | 4,3          | 7,9          | 12,8        | 17,1        | 22,0        | 26,1        | 28,6        | 27,5        | 24,1        | 18,2        | 10,4        | 5,2          | 5,8      | 17,3     | 27,4     | 17,6     | 17,0  |
| T. min. media (°C)          | −2,8         | −0,7         | 2,9         | 6,8         | 11,3        | 15,3        | 17,8        | 17,2        | 13,9        | 8,7         | 3,1         | −1,6         | −1,7     | 7,0      | 16,8     | 8,6      | 7,7   |
| T. max. assoluta (°C)       | 16,4 (1983)  | 22,0 (1990)  | 23,2 (1990) | 27,1 (1987) | 31,2 (1975) | 34,8 (1962) | 36,2 (1983) | 35,0 (1983) | 31,6 (1973) | 26,8 (1986) | 19,0 (1972) | 17,0 (1989)  | 22,0     | 31,2     | 36,2     | 31,6     | 36,2  |
| T. min. assoluta (°C)       | −19,4 (1985) | −11,1 (1987) | −8,6 (1971) | −2,0 (1973) | 0,2 (1987)  | 7,1 (1986)  | 9,4 (1980)  | 8,1 (1986)  | 3,8 (1972)  | −1,7 (1973) | −8,2 (1988) | −11,0 (1986) | −19,4    | −8,6     | 7,1      | −8,2     | −19,4 |
| Nuvolosità (okta al giorno) | 5,5          | 4,6          | 4,2         | 4,4         | 4,3         | 3,9         | 3,0         | 3,0         | 3,2         | 3,9         | 5,3         | 5,3          | 5,1      | 4,3      | 3,3      | 4,1      | 4,2   |
| Precipitazioni (mm)         | 59,6         | 53,9         | 63,8        | 69,2        | 91,7        | 75,0        | 72,5        | 84,8        | 62,4        | 83,7        | 78,6        | 53,8         | 167,3    | 224,7    | 232,3    | 224,7    | 849,0 |
| Giorni di pioggia           | 7            | 6            | 7           | 8           | 9           | 8           | 6           | 6           | 6           | 6           | 8           | 6            | 19       | 24       | 20       | 20       | 83    |
| Umidità relativa media (%)  | 86           | 81           | 75          | 76          | 73          | 71          | 72          | 72          | 75          | 79          | 85          | 86           | 84,3     | 74,7     | 71,7     | 79,7     | 77,6  |
| Vento (direzione-m/s)       | W 3,3        | E 3,4        | E 3,7       | E 3,6       | E 3,3       | E 3,2       | E 3,2       | E 3,2       | E 3,1       | E 3,2       | E 3,3       | W 3,2        | 3,3      | 3,5      | 3,2      | 3,2      | 3,3   |

### Dati climatologici 1951-1980
In base alle medie climatiche del periodo 1951-1980, la temperatura media del mese più caldo, luglio, si attesta a +23,1 °C, mentre la temperatura media del mese più freddo, gennaio, fa registrare il valore di +1,0 °C.
Nel trentennio esaminato, la temperatura massima più elevata di +37,2 °C risale al luglio 1957, mentre la temperatura minima più bassa di -16,4 °C fu registrata nel gennaio 1966.
| Brescia Ghedi (1951-1980) | Mesi         | Mesi         | Mesi        | Mesi        | Mesi        | Mesi        | Mesi        | Mesi        | Mesi        | Mesi        | Mesi        | Mesi         | Stagioni | Stagioni | Stagioni | Stagioni | Anno  |
| Brescia Ghedi (1951-1980) | Gen          | Feb          | Mar         | Apr         | Mag         | Giu         | Lug         | Ago         | Set         | Ott         | Nov         | Dic          | Inv      | Pri      | Est      | Aut      | Anno  |
| ------------------------- | ------------ | ------------ | ----------- | ----------- | ----------- | ----------- | ----------- | ----------- | ----------- | ----------- | ----------- | ------------ | -------- | -------- | -------- | -------- | ----- |
| T. max. media (°C)        | 4,3          | 7,8          | 12,8        | 17,1        | 22,0        | 26,1        | 28,4        | 27,3        | 23,8        | 17,9        | 10,6        | 5,2          | 5,8      | 17,3     | 27,3     | 17,4     | 16,9  |
| T. min. media (°C)        | −2,3         | −0,5         | 3,4         | 7,1         | 11,6        | 15,5        | 17,8        | 17,2        | 13,9        | 8,7         | 3,8         | −0,8         | −1,2     | 7,4      | 16,8     | 8,8      | 8,0   |
| T. max. assoluta (°C)     | 15,3 (1975)  | 20,2 (1959)  | 22,8 (1952) | 27,0 (1955) | 31,2 (1975) | 34,8 (1962) | 37,2 (1957) | 35,4 (1958) | 31,6 (1973) | 26,2 (1962) | 19,0 (1972) | 15,5 (1954)  | 20,2     | 31,2     | 37,2     | 31,6     | 37,2  |
| T. min. assoluta (°C)     | −16,4 (1966) | −14,6 (1956) | −8,6 (1971) | −2,4 (1956) | 0,7 (1967)  | 5,2 (1953)  | 9,4 (1980)  | 8,9 (1954)  | 3,8 (1972)  | −1,7 (1973) | −8,2 (1966) | −10,8 (1969) | −16,4    | −8,6     | 5,2      | −8,2     | −16,4 |

## Valori estremi

### Temperature estreme mensili dal 1951 ad oggi
Nella tabella sottostante sono riportate le temperature massime e minime assolute mensili, stagionali ed annuali dal 1951 ad oggi, con il relativo anno in cui si queste si sono registrate. La massima assoluta del periodo esaminato di +38,4 °C risale all'agosto 2003 (nel luglio 2015 una massima di +38,2 °C), mentre la minima assoluta di -19,4 °C è del gennaio 1985.
| Brescia Ghedi (1951-2023) | Mesi         | Mesi         | Mesi        | Mesi        | Mesi        | Mesi        | Mesi        | Mesi        | Mesi        | Mesi        | Mesi        | Mesi         | Stagioni | Stagioni | Stagioni | Stagioni | Anno  |
| Brescia Ghedi (1951-2023) | Gen          | Feb          | Mar         | Apr         | Mag         | Giu         | Lug         | Ago         | Set         | Ott         | Nov         | Dic          | Inv      | Pri      | Est      | Aut      | Anno  |
| ------------------------- | ------------ | ------------ | ----------- | ----------- | ----------- | ----------- | ----------- | ----------- | ----------- | ----------- | ----------- | ------------ | -------- | -------- | -------- | -------- | ----- |
| T. max. assoluta (°C)     | 19,9 (2007)  | 22,0 (1990)  | 27,3 (1997) | 30,6 (2011) | 35,3 (2009) | 36,2 (2002) | 38,2 (2015) | 38,4 (2003) | 34,2 (2024) | 30,0 (2023) | 22,8 (2004) | 18,4 (2023)  | 22,0     | 35,3     | 38,4     | 34,2     | 38,4  |
| T. min. assoluta (°C)     | −19,4 (1985) | −14,6 (1956) | −9,3 (2005) | −2,5 (2003) | 0,2 (1987)  | 5,2 (1953)  | 9,4 (1980)  | 8,1 (1986)  | 3,8 (1972)  | −5,8 (1997) | −8,2 (1988) | −15,2 (2005) | −19,4    | −9,3     | 5,2      | −8,2     | −19,4 |